# Конрад фон Гохштаден
Конрад фон Гохштаден (нім. Konrad von Hochstaden; бл. 1205 — 28 вересня 1261) — церковний і державний діяч Священної Римської імперії, 36-й архієпископ Кельна і 8-й герцог Вестфалії в 1238—1261 роках. Започаткував зведення Нового Кельнського собору.

## Життєпис
Походив з рейнського шляхетського роду Гохштаденів, родичів роду Аре. Другий син графа Лотара I фон Аре-Гохштадена та Матільди фон Віанден. Народився близько 1205 року. Родина була дуже релігійною, більшість з його братів і сестер, зокрема й Конрад, обрали церковну кар'єру.
Спочатку навчався у Парижі. Потім став настоятелем церкви в Вевелінґговені. Слідом за цим обирається пробстом церкви Св. Марі-ад-Градус в Кельні. 1226 року стає каноніком Старого Кельнського собору. 1234 року намагався оскаржити обрання пробстом Кельнського собору Конрада фон Буерена. До 1238 року зумів вигнати того з посади, не отримавши підтвердження від архієпископа Кельнського. За це рішення церковного суду його було позбавлено право здійснювати службу.
1238 року після смерті Генріха I фон Мюлленарка обирається очільником Кельнської єпархії. Повернув посаду пробста собору Конраду фон Буерену. Отримав регалії від імператора Фрідріха II Гогенштауфена. 1239 року перейшов на бік папи римського Григорія IX, оскільки той запропонував значну фінансову допомогу Конраду фон Гохштадену. Її новий архієпископ дуже потребував, оскільки попередник залишив величезні борги перед італійськими банкірами.
У відповідь імператор почав військові дії проти архієпископа Кельнського, переважно через своїх васалів. Основними супротивниками фон Гохштадена стали Генріх IV, герцог Лімбурга, і Генріх II, герцог Брабанту. Військові дії завершилися 1240 року укладанням мирної угоди, підкріпленої шлюбом між сестрою архієпископа Кельна і сином Генріха IV. Проте інший васал Гогенштауфена — Вільгельм IV, граф Юліха, продовжив війну. 1242 року в битві біля Ловеніхе Конрад фон Гохштаден зазнав поразки й потрапив у полон. В результаті Конрад був змушений визнати за Юліхом всі його землі в межах Кельнської єпархії.
1243 року розпочав збір коштів для допомоги в зведенні Церква Богоматері у місті Трір. 1244 року нарешті отримав паллій від папи римського.
Втім в подальшому продовжив боротьбу проти Гогенштауфеном, перетворивши Кельн на центр спротиву. 1245 року підтримав генріха Распе, якого короновано королем Німеччини. Після смерті останнього став прихильником короля Вільгельма Голландського. 1246 року після смерті свого небожа Дітриха успадкував графство Аре-Гохштаден, яке передав архієпископству Кельнському.
1248 року приєднав до єпархії частину графства Зайн, завершивши розділ з Готфрідом III, графом Шпонгайму. Того ж року започаткував будівництво нового величного Кельнського собору, але не дожив до завершення будівництва. 1249 року призначено папським легатом в Німеччині.
1250 року через конфлікт з Папською курією втратив посаду папського легата. 1252 року внаслідок рішення арбітражу вимушений був погодитися передати право Кельнському магістрату карбувати дрібну монету. З 1254 року між архієпископом і королем почалося напруження через створення останнім Рейнського союзу міст, що був спрямований на послаблення влади духовних і світських князів в долині Рейну. 1256 року Конрад фон Гохштаден зумів здолати коаліцію з міст та прирейнських графів, спрямовану проти нього. Завдяки подальшій вправній політиці зумів розширити володіння архієпископства за рахунок купівлі володінь дрібних феодалів.
1257 року невдовзі після смерті короля Вільгельма Голландського активно торгувався за право надати голос при виборах нового короля Німеччини. Зрештою за великі гроші підтримав Річарда Плантагенета, якого коронував в Аахені. Першим з архієпископів Кельнський отримав статус курфюрста.
1258 року виграв новий арбітраж проти магістрату Кельна, яким була закріплена його духовна і світська влада над містом, але магістрат отримав право на мирових суддів та власних посадовців. 1259 року скориставшись боротьбою «молодих цехів» проти «старих цехів» (міського патриціату) Конрад фон Гохштаден відсторонив останніх від влади, встановивши свій вплив на магістрат. Того ж року надав Кельну коморне право. Тепер кожен іноземний купець, який перевозив свої товари через Рейн в межах Кельна, повинен був деякий час розміщати свій крам в спеціальних коморах та торгувати на міському ринку.
1260 року придушив повстання міського патриціату Кельна. Також року укладу угоду з Іоганном I, герцогом Брауншвейг-Люнебургу, що визначення кордону між їх володіннями по річці Везер. Помер 1261 року. Поховано в хоровому проході Кельнського собору. Його наступником став Енгельберт фон Фалькенбург.